# (133161) Ruttkai
(133161) Ruttkai est un astéroïde de la ceinture principale.

## Description
(133161) Ruttkai est un astéroïde de la ceinture principale. Il fut découvert le 24 août 2003 à Piszkesteto par Krisztián Sárneczky et Brigitta Sipőcz. Il présente une orbite caractérisée par un demi-grand axe de 2,99 UA, une excentricité de 0,05 et une inclinaison de 10,0° par rapport à l'écliptique.

## Compléments